# Nový Jimramov
Nový Jimramov (en allemand : Neu Ingrowitz) est une commune du district de Žďár nad Sázavou, dans la région de Vysočina, en République tchèque. Sa population s'élevait à 60 habitants en 2020.

## Géographie
Nový Jimramov se trouve à 10,5 km au sud-est du centre de Polička, à 19,5 km à l'est-nord-est de Žďár nad Sázavou, à 50,5 km au nord-est de Jihlava et à 136 km au sud-est de Prague.
La commune est limitée par Javorek au nord, par Borovnice et Jimramov à l'est, par Věcov au sud-est et au sud, et par Líšná à l'ouest.

## Histoire
La première mention écrite de la localité date de 1660.

## Administration
La commune se compose de trois quartiers :
- Nový Jimramov
- Jimramovské Paseky
- Široké Pole

## Transports
Par la route, Nový Jimramov se trouve à 14 km de Polička, à 27 km de Žďár nad Sázavou, à 65 km de Jihlava et à 183 km de Prague.